# Erycibe henryi
Erycibe henryi är en vindeväxtart som beskrevs av David Prain. Erycibe henryi ingår i släktet Erycibe och familjen vindeväxter. Inga underarter finns listade i Catalogue of Life.